# Baojun 310
Baojun 310 – samochód osobowy klasy subkompaktowej produkowany pod chińską marką Baojun w latach 2016–2021.

## Historia i opis modelu

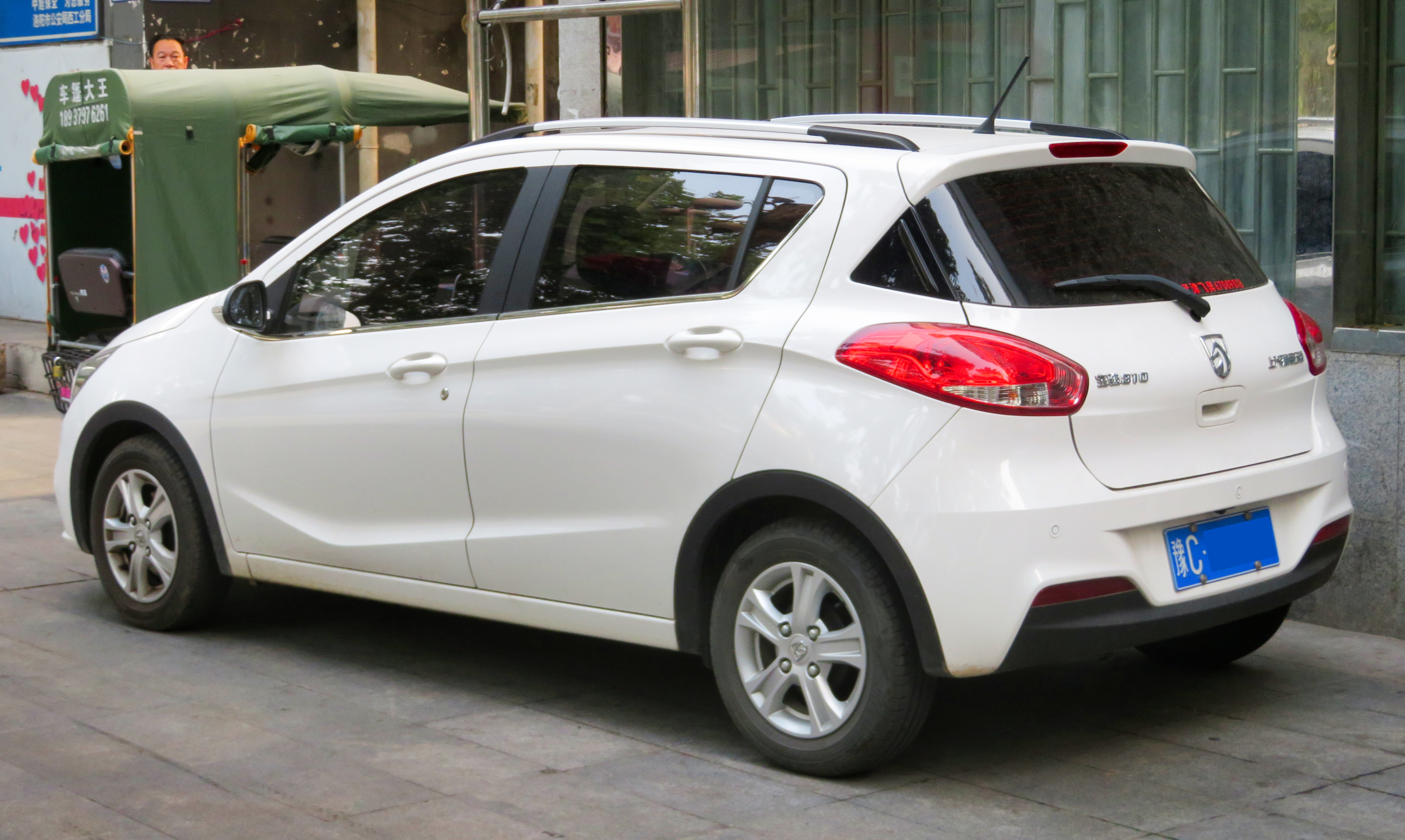
Baojun 310 - tył

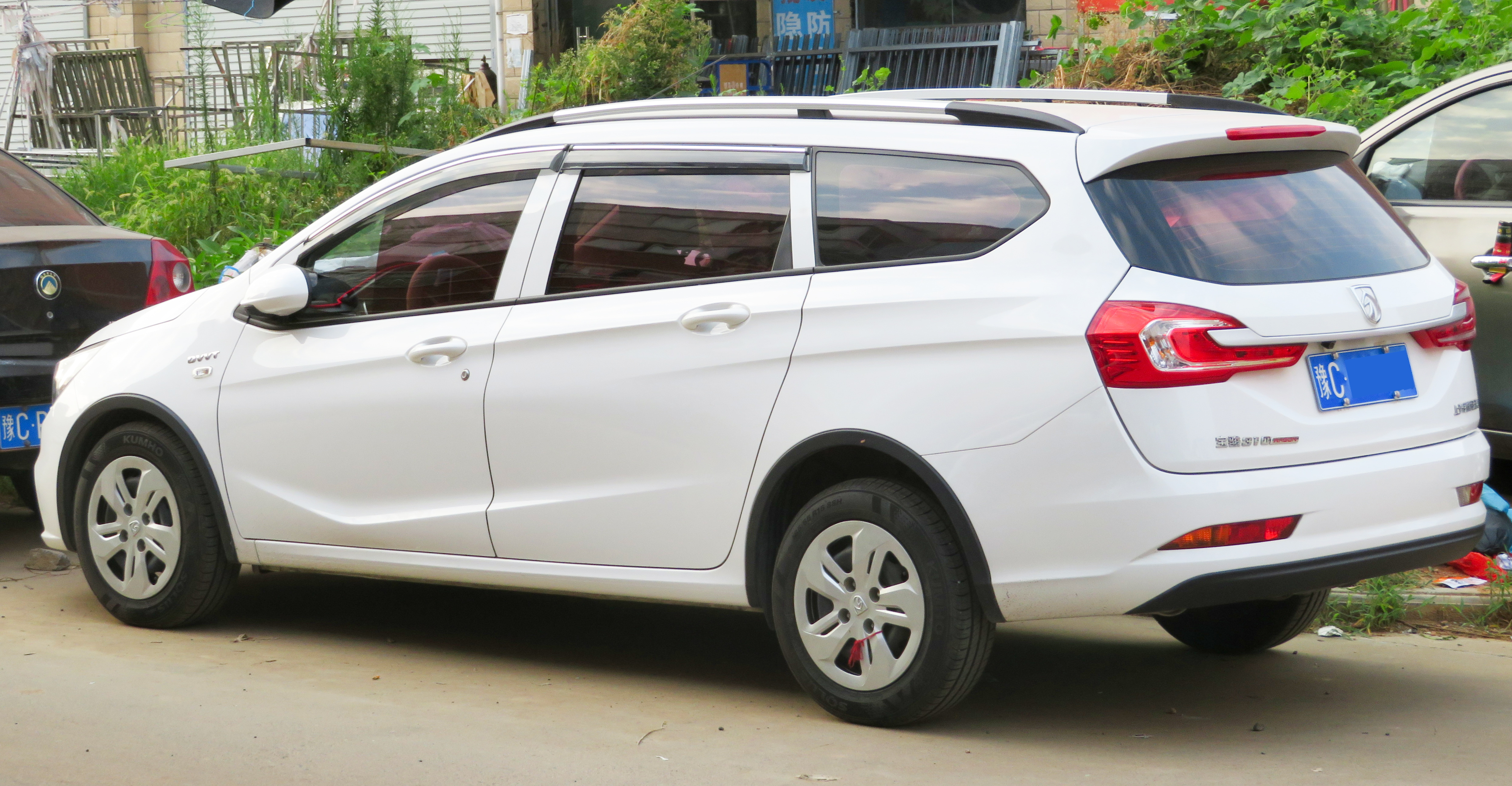
Baojun 310W

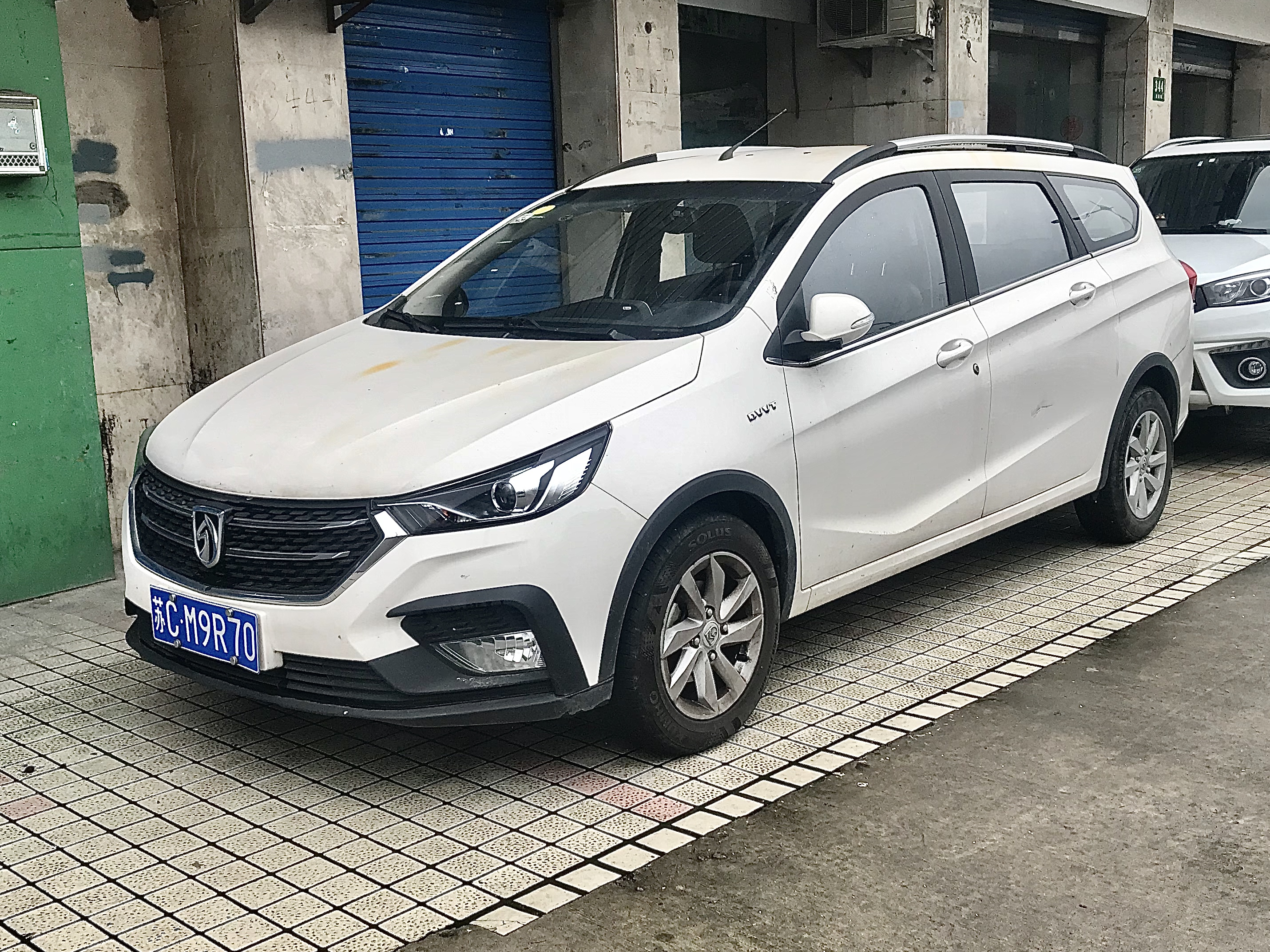
Baojun 310W po liftingu

Wiosną 2016 roku chińska budżetowa marka Baojun sojuszu SAIC-GM-Wuling poszerzyła swoją ofertę o najtańszy i najmniejszy model w ofercie, podczas wystwawy samochodowej Beijing Auto Show 2016 prezentując miejskiego hatchbacka 310. Samochód oparto na platformie współdzielonej z podobnej wielkości modelem Chevrolet Sail oferowanym przez siostrzane SAIC-GM.
Awangardowo stylizowany Baojun 310 zyskał charakterystyczną sylwetkę ze skierowaną ku górze linią przetłoczeń i szyb, z kolei kabina pasażerska utrzymana została w minimalistycznym wzornictwie. Konsolę centralną przyozdobił 8-calowy wyświetlacz systemu multimedialnego, który został wyposażony m.in. w system nawigacji GPS i łączność Bluetooth.

### 310W
W kwietniu 2017 roku Baojun przedstawił odmianę kombi pod nazwą Baojun 310W, która zyskała obszerne modyfikacje konstrukcyjne. Poza charakterystyczną, wydłużoną częścią bagażową o pojemności o 740 litrów, samochód otrzymał także większy rozstaw osi.

### Lifting
3 lata po debiucie rynkowym, w kwietniu 2019 roku Baojun 310 wraz z odmianą 310 W przeszedł obszerną restylizację. Pas przedni zyskał bardziej agresywnie stylizowane, węższe reflektory z ciemnymi wkładami, a także zmodyfikowany zderzak oraz większą atrapę chłodnicy w kształcie trapezu.

### Silnik
- R4 1.2l S-TEC
- R4 1.5l S-TEC